# 特里斯坦鸫
特里斯坦鸫（学名：Turdus eremita）是大西洋特里斯坦-达库尼亚群岛特有的一种鸫。

## 分布及栖息地
特里斯坦鸫是南大西洋特里斯坦-达库尼亚群岛的特有种，分布于群岛内的特里斯坦、伊纳克塞瑟布尔岛、南丁格尔岛、中岛和施托尔滕霍夫岛。它们几乎利用了岛内所有可用的栖息地，包括岩石密布的海岸、丛状草原、蕨类灌丛地以及石楠荒原。

## 分类

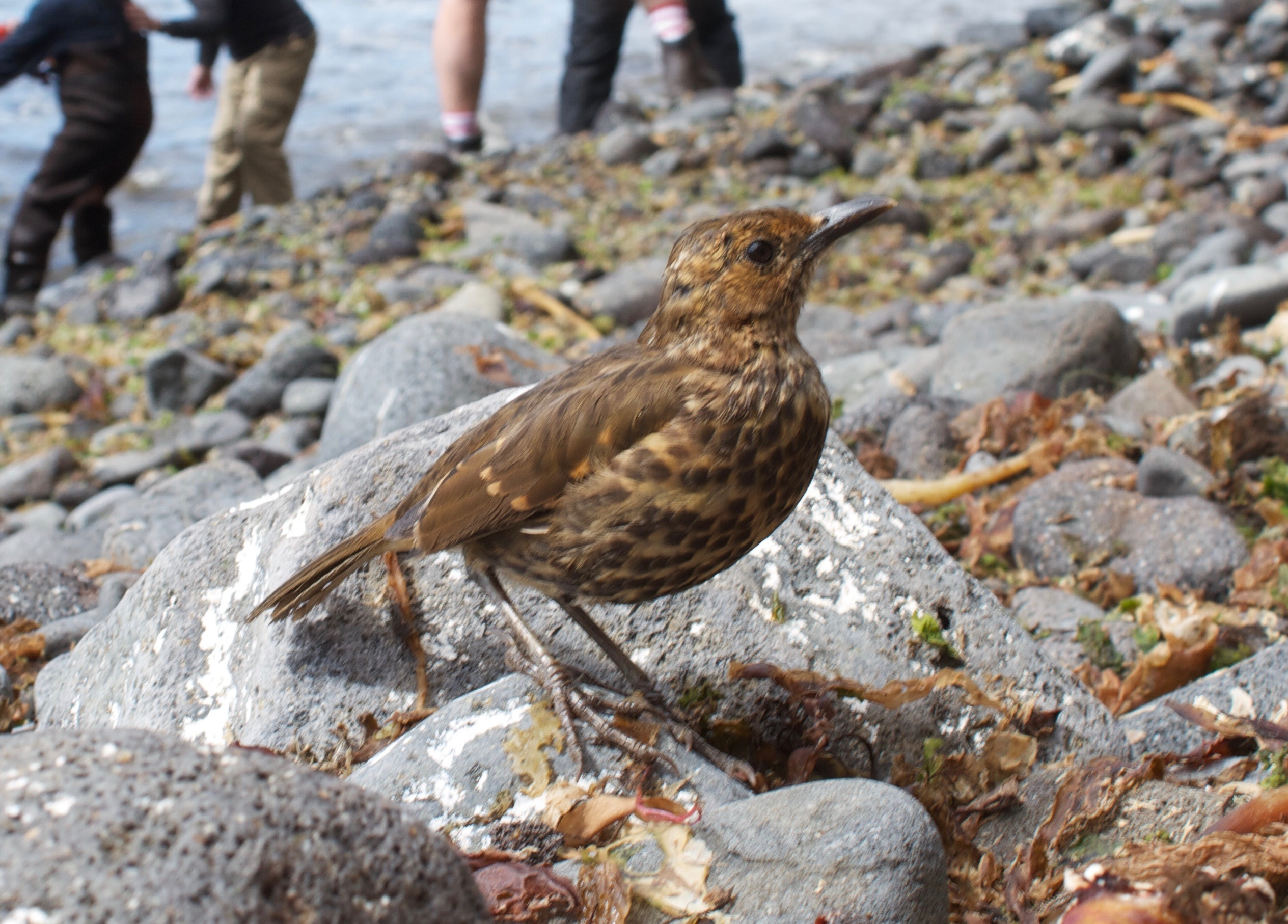
伊纳克塞瑟布尔岛的特里斯坦鸫

特里斯坦鸫被认为自南美洲的鸫属进化而来，其曾因适应小型岛群生活的习性以及独特的尖端刷状舌头而被分类至单型的Nesocichla属中。然而，分子分析显示特里斯坦鸫不仅属于鸫属的南美洲演化支，且应当直接归属于该属。
特里斯坦鸫共有三种亚种，各自分布于群岛的三个主岛中：
- T. e. eremita Gould, 1855 （特里斯坦）
- T. e. gordoni Stenhouse, 1924 （伊纳克塞瑟布尔岛）
- T. e. procax Elliott, 1954 （南丁格尔群岛）

## 描述

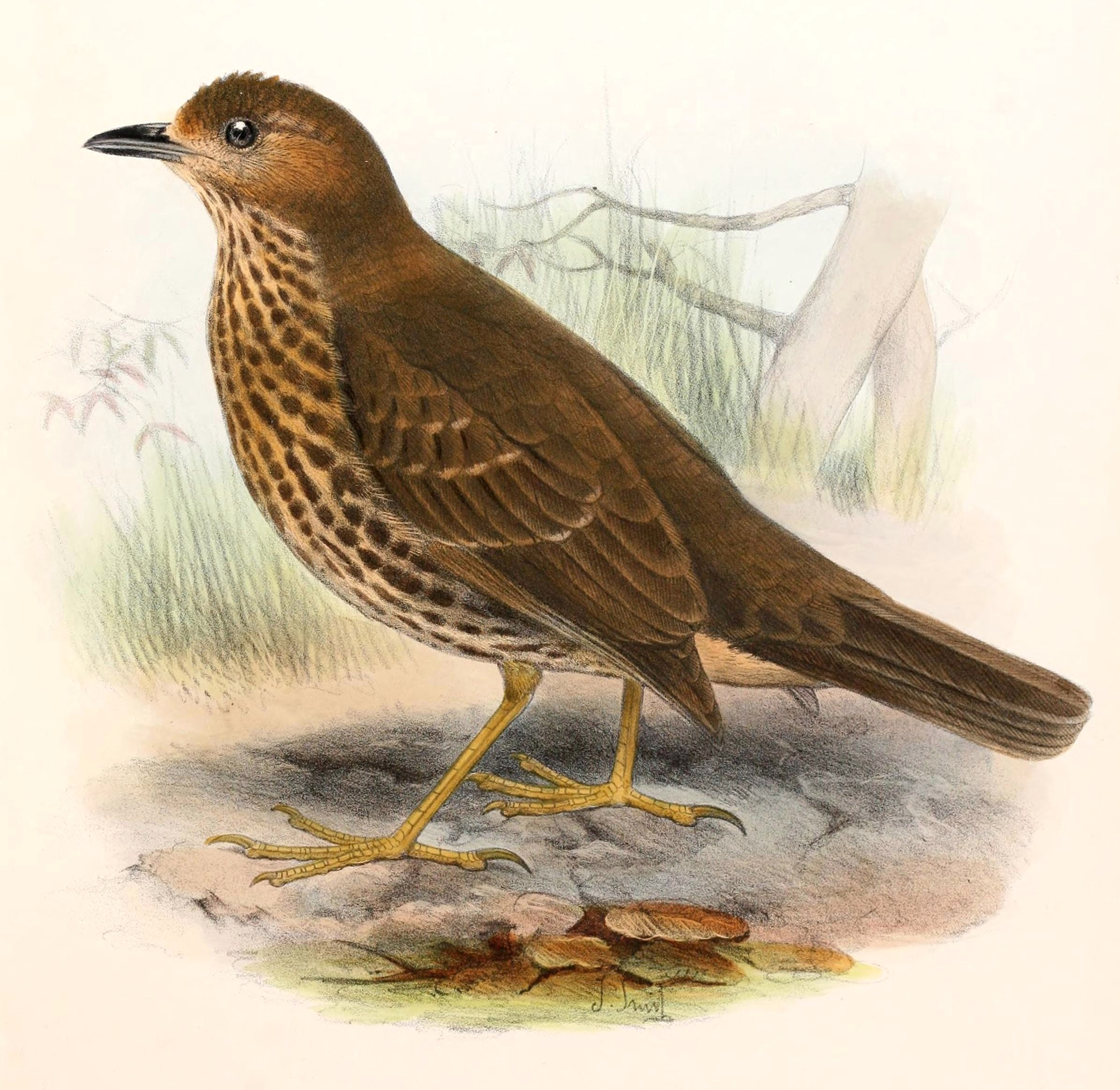
特里斯坦鸫的图像，由荷兰动物学家及插画家约瑟夫·斯米特绘制

特里斯坦鸫长约22-23厘米，重约72-110克。分布于特里斯坦的指名亚种T. e. eremita上半身部分呈棕色，有羽冠，上背中部及后背带有深棕色到黑色的斑点。颈背部的边缘羽毛色彩略微更浅或泛棕色。上翼可见两道窄的橙至淡黄褐色的覆尾羽。尾部呈棕色，有时边缘的颜色更浅。鸟喙大且强壮，呈黑色，喙部尖端颜色较浅。颏部呈淡黄褐色而喉部呈杂色或布满条纹的深棕色。胸部呈边缘带有浅的橙至淡黄褐色的深棕色，腹部及肋腹为浓密的杂色或布满条纹的图案。肛门、腿部及尾下覆羽为浅的橙至淡黄褐色。两性间形态相似。雏鸟与成鸟相似但上半身颜色更深，并带有淡黄褐色的斑点和条纹，胸部呈黑色并带有淡黄褐色的斑纹，而腹部则为带有黑色斑点的淡黄褐色。
相较伊纳克塞瑟布尔岛和南丁格尔群岛上的亚种，指名亚种的体型更小且更显暗淡。而南丁格尔群岛亚种的体型则较伊纳克塞瑟布尔岛亚种略大且颜色更为丰富。

## 习性

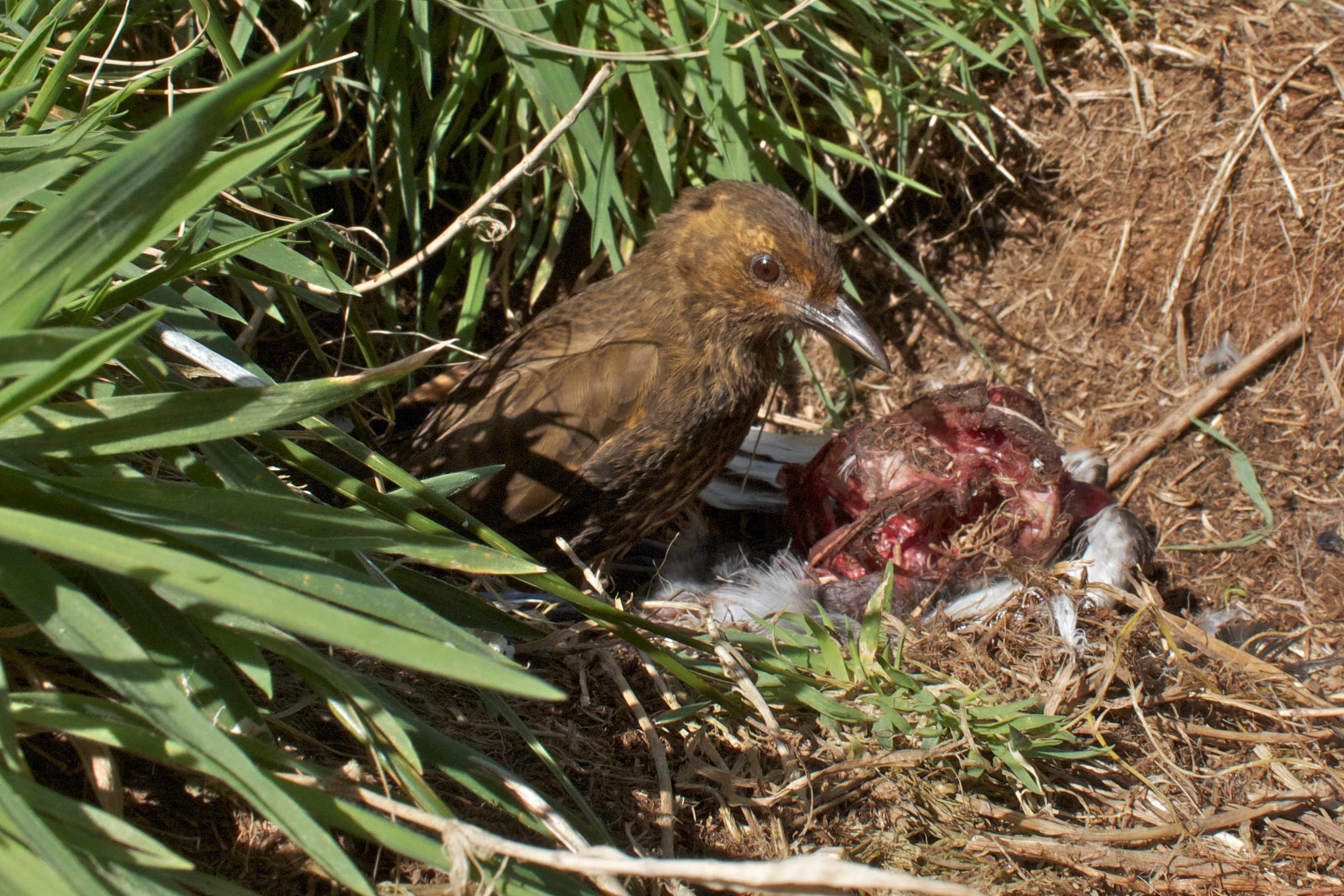
南丁格尔岛上正在食用鸟类尸体的特里斯坦鸫

特里斯坦鸫是一种杂食性动物，其机会主义式地以鸟类尸体、鱼内脏、厨余垃圾、其他鸟类的蛋及雏鸟和树叶与瓦砾下找到的蚯蚓及无脊椎动物为食。它们常单独或成双出现，并以一种典型的鸫类的方式于地面翻开草地与树木下的叶片和苔藓来寻找食物，也会在海岸觅食。特里斯坦鸫因捕食岛上的海鸟和陆生鸟类，特别是同为群岛内特有的岛雀属物种而闻名。它们强壮的鸟喙可用于凿开大型的蛋，而尖端刷状的舌则可以取食蛋内的内容物。
特里斯坦鸫的繁殖期位于9月至翌年2月，它们的巢由高草丛的叶和草秆编织而成，呈粗糙的杯状。放置于高草丛上或地面上。雌鸟每次约产下2-3枚蛋，有时为4个。雏鸟的羽化期约20天。

## 现状
历史上，特里斯坦鸫的指名亚种T. e. eremita的数量曾因黑鼠和家猫的入侵和捕食而减少，而它们亦是特里斯坦唯一现存的原生陆生鸟类，岛上特有的特瑞斯坦水鸡及曾分布于特里斯坦的伊纳克塞瑟布尔岛雀已在19世纪因猎杀和外来物种入侵而灭绝。过去，特里斯坦鸫曾常被人为地在岛屿间运输转移，且可能导致不同岛屿间的亚种产生混种。然而，这种现象现已不再发生。
在国际自然保护联盟濒危物种红色名录中，特里斯坦鸫因较小的种群规模及有限的分布范围而被评估为近危物种。在1972至1974年间对于特里斯坦鸫数量的统计中，特里斯坦的种群约有40-60只，伊纳克塞瑟布尔岛约有100-500只，南丁格尔岛约有300-500只，而中岛与施托尔滕霍夫岛分别被估计约有20-40只和10-20只。于1980年代伊纳克塞瑟布尔岛的特里斯坦鸫数量被订正为850对，而种群总数量在6000只左右。近期，特里斯坦上特里斯坦鸫的数量保守估计至少有数百只，群岛成熟个体的总数被估计为1500-7000只间，而整个种群的数目则达到了2500-9999只间。除特里斯坦上的种群可能会受到黑鼠捕食的威胁外，相信特里斯坦鸫总体上未受到严重的威胁。